# Manolo Guardia
Manuel Guardia Fianchini (Montevideo, 8 de enero de 1938 - 13 de marzo de 2013) fue un pianista, compositor y humorista uruguayo.

## Biografía
A los nueve años inició sus estudios musicales con Guillermo Kolischer y Baranda Reyes, y a los once se presentaba en radio con una orquesta infantil de tango.
Comenzó tempranamente su actividad profesional junto a César Zagnoli, Lucio Milena y Guillermo Hoffman.
Igualmente atraído por el jazz como por el tango se integró a los All Stars del Hot Club de Montevideo y a comienzos de la década de 1960, influenciado por Horacio Salgán y Astor Piazzolla, formó el Quinteto de la Guardia Nueva junto a Federico García Vigil en bajo, Ariel Martínez en bandoneón, Federico Britos en violín y Edunio Gelpi en guitarra, quien más tarde sería sustituido por Eduardo Mateo. Los tangos "Sortilegio" y "Los inútiles" son notables tangos de Guardia de este período.   
Paralelamente inició junto a Georges Roos Candombe de Vanguardia, el primer intento exitoso de fusionar candombe y jazz. De esta etapa son recordadas composiciones como "Yacumensa", "Chicalanga", "Cheche", y "Palo y tamboril". En el proyecto participaron también Hebert Escayola, Daniel "Bachicha" Lencina, Hugo Alberto "Cheché" Santos y "Cachito Bembé" (Fermín Adolfo Ramos). En 1965 se editaron una serie de discos titulados Candombe!. El proyecto procuró difundir el candombe en el exterior.
En 1969 formó Camerata de Tango, conjunto de tango de cámara, que integraba a tres violines, Carlos Vinitzki, Nelson Gobea y Juan José Rodríguez, viola, Moisés Lasca, violonchelo, Vinicio Ascone, contrabajo, Federico García Vigil y Guardia en piano, arreglos y dirección. Con este conjunto realizó varias grabaciones que se editaron en Argentina, Brasil y Japón, al igual que diversas giras por Latinoamérica. El repertorio de la agrupación que en algún momento también fue llamada Camerata Punta del Este, incluía además estándares del jazz, bossa nova, candombe y piezas barrocas.
En 1969 arregló y dirigió musicalmente la grabación de Rada, primer álbum solista de Ruben Rada.
En 1970 grabó el álbum Bijou, con Federico García Vigil en bajo, Mario "Chichito" Cabral en percusión, Eduardo Useta en guitarra y Carlos Bassi en batería.
La labor de Manolo Guardia en Uruguay se vio interrumpida por cinco años de exilio en Venezuela, al cabo de los cuales volvió a Montevideo, iniciando la etapa del café-concert Preludio junto a Jorge «Cuque» Sclavo y Eduardo Useta.
Entre 1984 y 1987 compuso varias obras sinfónicas que estrenó la Filarmónica de Montevideo como Cuatro piezas en forme de tango (1985), Sintonía del Medio Mundo (1993), Cameratango (1994), Sweet Tom Suite (1995)
En 1997 un accidente quirúrgico lo dejó parapléjico, y solo luego de grandes esfuerzos y varios años de terapia, recuperó parcialmente el uso de su mano derecha. Utilizando un teclado y un secuenciador y luego de más de un año de trabajo, en diciembre de 2005 hizo público el CD Tangos para la mano derecha. "Tango del Este", perteneciente a este disco, fue versionado por el trío Fatto-Maza-Fatto (Osvaldo Fattoruso, Daniel Maza y Hugo Fattoruso) en su álbum de 2011 también titulado Tango del Este.
Hugo Fattoruso y Osvaldo Fattoruso habían versionado "Chicalanga" en La bossa nova de Hugo y Osvaldo (1969), y otras interpretaciones de composiciones de Manolo Guardia se pueden encontrar en álbumes de Mike Dogliotti y en el primer disco de Repique, conjunto formado en los años ochenta y dirigido por Jaime Roos (sobrino de Georges Roos).

## Discografía

#### Sencillos
- 1956, "Cheche" / "Negro en sol menor" (Producciones Fermata, 3 F 0128, edición sin fecha)
- 1970, "Cantiga por Luciana" / "Candombecito" (Sondor, 50.110, edición sin fecha)

#### Álbumes
- 1965, Candombe (Fermata LF-77)
- 1965, Candombe! (Class LPCH 84) (con Hebert Escayola y Grupo del Plata)
- 1970, Bijou (Sondor)
- 1972, Cantata del pueblo (Cantares Del Mundo, CM 0020, edición sin fecha) (Con Federico García Vigil y Alfredo Gravina)
- 2005, Tangos para la mano derecha (Ayuí / Tacuabé)

#### Compilados
- 2012, Candombe! (compila la serie de tres discos Candombe! editados en 1965, con participación de Manolo Guardia, Grupo del Plata, Hebert Escayola, Daniel Lencina, Cheché Santos y Cachito Bembé.) (Ayuí / Tacuabé a/m43cd)

#### Con Camerata de Tango
- 1969, Chau Che (Discos De la Planta KL 8308)
- 1973, Camerata Café Concert (Discos De la Planta KL 8328)
- 1974, Tangueses (RCA Victor LPUS 002)
- 1975, Café Concert Vol. 2 (RCA LPUS 007)